# 東京都林業試験場
東京都林業試験場（とうきょうとりんぎょうしけんじょう）は東京都の林業に関する試験研究機関である。島しょ部を除き、17年4月に東京都農業試験場、東京都畜産試験場とともに東京都農林総合研究センターとなった。